# Ice Age: The Meltdown
Ice Age: The Meltdown (titulada: La era de hielo 2 en Hispanoamérica y Ice Age 2: El deshielo en España) es una película estadounidense de animación de 2006. Es la secuela de la película de 2002 Ice Age. Fue producida por Blue Sky Studios y distribuida por 20th Century Fox. Fue estrenada en 70 países distintos, siendo estrenada por último en China, el 10 de noviembre de 2006. Fue dirigida por Carlos Saldanha, codirector de Ice Age, y la música fue compuesta por el compositor de Robots, John Powell.
Durante su producción fue conocida como Ice Age 2: The Meltdown, pero luego los creadores decidieron remover el número 2, llamándola Ice Age: The Meltdown. Esta es la tercera película de Blue Sky Studios.

## Argumento
La cinta comienza con Scrat, quien se sube en un gigantesco bloque de hielo y encuentra una bellota. Él la quita y entonces el hielo cruje y agujeros de agua comienzan a abrirse, Scrat los cubre, pero al final sale disparado y cae varios metros abajo.
Ya en el Sur, los animales han llegado a un nuevo lugar, un parque acuático conformado por glaciar que ha hecho del lugar un centro de reunión para algunos de los animales de la primera película, con algunas nuevas especies como Gastornis, Platybelodon, Buey almizclero y otros más, Manny, Sid y Diego están por enfrentar un nuevo reto. La Era de Hielo está por llegar a su fin y los animales se deleitan en ese nuevo paraíso con el hielo derritiéndose que es su nuevo mundo advertidos antes por Fast Tony (Tony Veloz en Hispanoamérica, Tony el Rápido en España), un armadillo que llama la atención de todos sobre las inundaciones, mencionando que la corteza y las cañas que vende son necesarios para mantenerse vivo de una supuesta inundación inminente. Al subir a la cima de un glaciar, Manny, Sid y Diego se dan cuenta de que este se está derritiendo por el calor del sol y que el valle estará inundado con agua en 3 días, sin embargo los animales del valle no están enterados de eso, hasta que un buitre les dice que es cierto lo de la inundación y que se encuentran atrapados porque el valle está rodeado de hielo, pero al final del este hay una enorme corteza de tronco que puede salvarlos.
Al irse el ave, pedazos gigantes de hielo se desprenden y caen al suelo y los animales del valle se asustan y se van, Manny tiene un mal presentimiento y voltea a ver un cubo de hielo que está girando, en el cubo de hielo se descubren 2 bestias aún más antiguas, una especie de pliosaurio, exactamente, Kronosaurus y un Metriorynchus algo raro, uno de ellos mueve sus ojos por lo cual se ve que siguen con vida. Más tarde, el bloque de hielo en el que estaban los dos reptiles marinos se descongela del todo, y al primero que devoran es a Stu, el Glyptodonte torpe amigo de Fast Tony, quien descubre su caparazón vacío y se lo lleva, mientras los dos reptiles marinos ven a los mamíferos y los siguen por los canales de agua que se forman con el deshielo.
Más tarde, Manny siente temor de ser el último mamut vivo, debido a que tiene mucho tiempo sin ver a otros de su especie, pero en un giro inesperado se encuentra con una mamut llamada Ellie; quien aparentemente tiene una crisis de identidad, ya que ella cree que es una zarigüeya como sus "hermanos" Crash y Eddie (que sí son zarigüeyas).
Luego, mientras la manada avanza hacia la corteza, pasan por un campo de hielo, pero no se percatan de que los reptiles marinos prehistóricos que estaban congelados (llamados Cretáceo y Malacara) los seguían, al llegar a un pedazo de hielo ambos saltan del agua y los atacan, Manny se enfrenta a Cretáceo mientras que Sid y Diego escapan de Malacara, Cretáceo salta sobre Manny, pero gracias a sus colmillos Manny lo arroja fuera, así que los reptiles marinos se retiran, salvándose por el momento. Más tarde Manny y Ellie descubren una zona que Ellie recuerda como el lugar donde fue adoptada (según se cuenta ella perdió a su familia durante una nevada y al llegar a esa zona se encuentra con las zarigüeyas). Por último, se da cuenta de que es un mamut, pero se distancia de Manny cuando este le sugiere "seguir con la especie", esta pelea casi los conduce a morir en un cañón rocoso. Sid es secuestrado por una tribu de mini-perezosos que creen que Sid es el dios del fuego. Sid enciende un fuego para ellos, y cree que ha encontrado el respeto, pero la tribu intenta sacrificarlo en un volcán, por lo que Sid escapa. A la mañana siguiente parten de donde están, pero encuentran un campo de géiseres, que separan a Manny, Sid, y a Diego de Ellie y sus hermanos. Manny decide ir por el camino de géiseres viéndolo como un camino rápido aunque peligroso y Ellie decide ir alrededor para evitar morir antes de tiempo.
Mientras tanto, Scrat sigue intentando recuperar su bellota, en uno de sus intentos se enfrenta a una escuela de pirañas, pero también se encuentra con un ave rapaz y su cría en un nido. Cuando la recupera ambos huyen y entonces ve cómo la pared de hielo se va quebrando y el agua sale por todas partes, al final la presa se rompe completamente liberando toda el agua que cae como una ola gigante inundando todo el valle. Mientras tanto, Manny intenta salvar a Ellie de ahogarse, ya que estaba atrapada en las rocas, Diego supera su temor al agua para salvar a Sid. Cretáceo y Malacara llegan para comerse a la pandilla y pelean con Manny en el agua, al final Manny hace que muerdan el tronco que usa para mover la roca que tenía atrapada a Ellie, haciendo que esta y varias piedras gigantes más caigan sobre ellos matándolos a ambos. Los demás animales están a merced de las corrientes de agua, pero salvándose en la corteza gigante. Entonces Scrat accidentalmente mete su bellota en el hielo y causa una gran fisura por donde cae y se drena toda el agua provocando que el nivel del agua baje y los animales se salven.
Al bajar, se escuchan pisadas que vienen detrás de la corteza ya naufragada, una colosal manada de mamuts llega, reuniéndose con Manny y Ellie por un momento, para continuar su migración, Ellie quiere ir con los demás mamuts, pero Manny quiere estar únicamente con Ellie, ya que le tomó cariño, ella se va por un momento pero Manny va tras ella y le dice lo que siente, cuando acepta el resto de los mamuts da un gran barritado en señal de suerte, luego Manny y Ellie van con Diego, Sid y sus hermanos, demostrando que ampliaron su manada.
El epílogo muestra a Scrat con una experiencia cercana a su muerte después de caer en la fisura. Él entra en un cielo lleno de bellotas. De repente es revivido por Sid, quien procede a atacar con furia debido a que este lo sacó de ese paraíso.

## Reparto
- Ray Romano como Manny.
- John Leguizamo como Sid.
- Denis Leary como Diego.
- Chris Wedge como Scrat.
- Queen Latifah como Ellie.
- Seann William Scott como Crash.
- Josh Peck como Eddie.
- Will Arnett como Lone Gunslinger Vulture.
- Jay Leno como Fast Tony.
- Tom Fahn como Stu.
- Alex Sullivan como James.
- Alan Tudyk como Cholly.

## Doblaje
| Personaje                                                 | Actor de voz original (Estados Unidos) | Actor de doblaje (Hispanoamérica) | Actor de doblaje ( España) |
| --------------------------------------------------------- | -------------------------------------- | --- | --- |
| Manny                                                     | Ray Romano                             | Jesús Ochoa | Ricky Coello |
| Sid                                                       | John Leguizamo                         | Carlos Espejel | Aleix Estadella |
| Diego                                                     | Denis Leary                            | Sebastián Llapur | Óscar Barberán |
| Scrat                                                     | Chris Wedge                            | Chris Wedge | Chris Wedge |
| Ellie                                                     | Queen Latifah                          | Angélica Vale | Concha García Valero |
| Crash                                                     | Seann William Scott                    | José Antonio Macías | Roger Pera |
| Eddie                                                     | Josh Peck                              | Moisés Iván Mora | Albert Trifol Segarra |
| Buitre malvado (Hispanoamérica)/Buitre pistolero (España) | Will Arnett                            | Idzi Dutkiewicz | Jordi Boixaderas |
| Tony Veloz (Hispanoamérica)/Tony el Rápido (España)       | Jay Leno                               | Carlos Segundo Bravo | Jordi Hurtado |
| Stu                                                       | Tom Fahn                               | Genaro Contreras | Pep Sais |
| James                                                     | Alex Sullivan                          | ??? | ??? |
| Cholly                                                    | Alan Tudyk                             | Tony Flores | ??? |
| Voces adicionales                                         | ???                                    | Rebeca Manríquez, Carla Castañeda, Mildred Barrera, Mario Arvizu, Alejandro Mayén, Tere Ibarrola, Efraín García, Emilio Rafael Treviño, Yaxkin Sosa, Melissa Gedeón, Alexís Sotelo, Sebastián Ostos, Alexa Sotelo, Mario Filio, Sonia Casillas, Dulce Guerrero, Paulina Casillas, Mariana Casillas, Eduardo Giaccardi, Idzi Dutkiewicz, Melquíades Sánchez, Herman López, Óscar Flores, Raúl Anaya, Chiara Aguilera, María Fernanda Salazar, Sara Benuvea, Mariano Ortega, Sergio Benuvea, Andrés García, Consuelo Sánchez, Esteban Desco, Eduardo Echeverría, Fernando Echeverría, Iñaki Reynoso, Juan Antonio Rojas, Oliver Lugo y Rosanelda Aguirre | Kaori Mutsuda, Pedro Torrabadella, María Torrabadella, Santiago Cortés, Francesc Belda, Eduard Doncos, Santiago Cortés, Javier Amilibia, Miguel Marquillas, Iván Labanda, J. Ignacio Latorre, Toni Solanes, Manuel Osto, Marta Dualde, Marta Colomer, Ariadna de Guzmán, Susana Macías, Nuria Llop, y Ramón Hernández |

| Ficha de doblaje (Versión en español latino) | Ficha de doblaje (Versión en español latino) |
| -------------------------------------------- | -------------------------------------------- |
| Estudio de doblaje                           | Prime Dubb México, S.A. de C.V. (México)     |
| Dirección de doblaje                         | Pepe Toño Macías                             |
| Traducción                                   | Jesús Vallejo                                |
| Letrista y dirección musical                 | Gabriela Cárdenas                            |
| Productor ejecutivo                          | Eduardo Giaccardi                            |

| Ficha de doblaje (Versión castellana) | Ficha de doblaje (Versión castellana) |
| ------------------------------------- | ------------------------------------- |
| Estudio de doblaje                    | Sonoblok, S.A. (Barcelona)            |
| Dirección de doblaje y ajuste         | Juan Fernández (BCN.)                 |
| Traducción                            | Sally Templer                         |
| Técnico de mezclas                    | Joan Olivé                            |
| Técnico de sala                       | Verónica Moreno                       |
| Director musical                      | David Súarez                          |

## Banda sonora
La partitura es de John Powell; La banda sonora también incluye la canción "Food Glorious Food" del musical y película Oliver!. Powell compuso música nueva para la película que reemplazó los temas musicales de la película anterior. El Adagio de Espartaco de Aram Khachaturian aparece durante la visión celestial de Scrat. La pista fue lanzada como disco, titulada Ice Age: The Meltdown el 28 de marzo de 2002, por Varèse Sarabande Records.
La versión flamenca incluye la canción De Andere Kant (The Other Side) de X!NK. La versión británica contiene Real Love de Lee Ryan (quien también proporcionó la voz de Eddie para el doblaje italiano de la película). La versión japonesa contiene ICE AGE ~Hyougaki no Kodomo-tachi~ de Kaori Kishitani.

| Ice Age, The Meltdownː Original Motion Picture Soundtrack |                                      |          |  |
| N.º                                                       | Título                               | Duración |  |
| 1.                                                        | «The Waterpark»                      | 2:24     |  |
| 2.                                                        | «The Vulture of Doom»                | 1:19     |  |
| 3.                                                        | «Migration»                          | 3:32     |  |
| 4.                                                        | «Call of the Mammoth»                | 1:52     |  |
| 5.                                                        | «Sad Manny and the Possums»          | 1:44     |  |
| 6.                                                        | «Manny and Ellie Meet»               | 3:44     |  |
| 7.                                                        | «Traveling with the Possums»         | 2:00     |  |
| 8.                                                        | «12 Ton Mammoth & a 10 Ton Possum»   | 1:55     |  |
| 9.                                                        | «Attack from Below the Ice»          | 2:04     |  |
| 10.                                                       | «Extreme Possum»                     | 1:50     |  |
| 11.                                                       | «Who Will Join Me on the Dung Heap?» | 0:44     |  |
| 12.                                                       | «Log Moving»                         | 0:59     |  |
| 13.                                                       | «Ellie Remembers»                    | 2:41     |  |
| 14.                                                       | «Foggy Balance»                      | 3:53     |  |
| 15.                                                       | «Goodnight Sweet Possums»            | 0:48     |  |
| 16.                                                       | «Kidnapped»                          | 0:56     |  |
| 17.                                                       | «Sid's Sing-A-Long»                  | 2:08     |  |
| 18.                                                       | «Food Glorious Food»                 | 1:34     |  |
| 19.                                                       | «The Boat and the Geysers»           | 2:40     |  |
| 20.                                                       | «The Dam Breaks»                     | 1:54     |  |
| 21.                                                       | «Ellie Gets Trapped»                 | 0:32     |  |
| 22.                                                       | «Manny to the Rescue»                | 2:08     |  |
| 23.                                                       | «Rescues All Around»                 | 3:05     |  |
| 24.                                                       | «Scrat to the Rescue»                | 1:28     |  |
| 25.                                                       | «The Water Recedes»                  | 1:52     |  |
| 26.                                                       | «Mammoths»                           | 1:24     |  |
| 27.                                                       | «With the Herd»                      | 0:25     |  |
| 28.                                                       | «Into the Sunset»                    | 3:00     |  |
| 29.                                                       | «The Pearly Gates»                   | 1:32     |  |
| 30.                                                       | «CPR»                                | 0:14     |  |
| 31.                                                       | «Mini-Sloths Sing-A-Long»            | 2:13     |  |
| 32.                                                       | «The Meltdown»                       | 4:24     |  |
| 62:58                                                     |                                      |          |  |

## Recepción
Ice Age: The Meltdown recibió críticas mixtas a positivas parte de la crítica pero más positivas de parte de la audiencia. En el portal de internet Rotten Tomatoes tiene una aprobación de 57% basada en 143 reseñas de parte de la crítica, mientras que los usuarios le han dado una aprobación de 71%.
En Metacritic recibió una calificación de 58 de 100 basada en 29 reseñas, indicando "críticas mixtas". Las audiencias de CinemaScore le dieron una calificación de "A" en una escala de A+ a F, mientras que IMDb, los usuarios le han dado una puntuación de 6.9/10 basada en más de 191 000 votos.